# Neuenkirchen (Liebenburg)

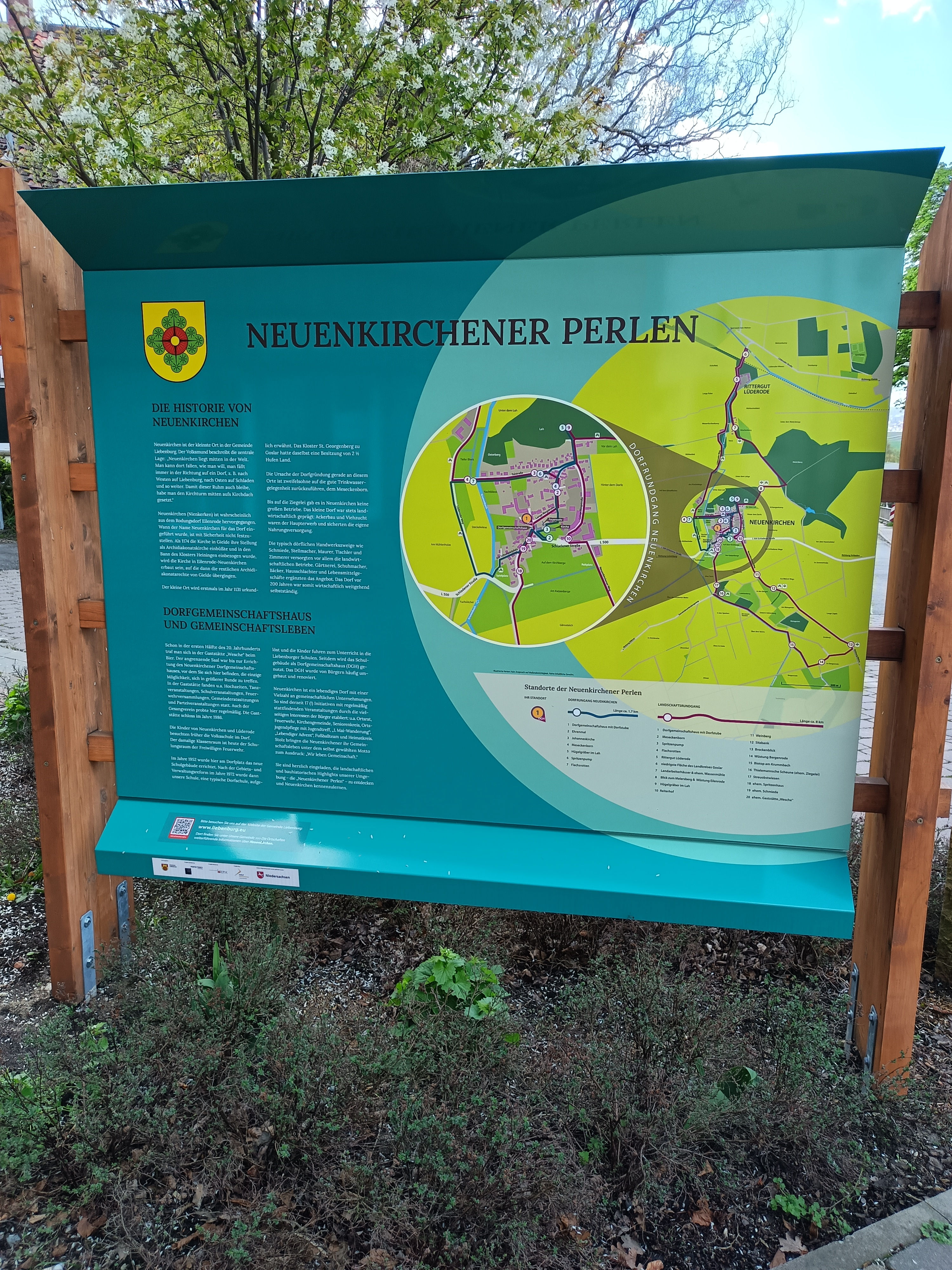
01.1-Infotatafel, Neuenkirchener Perlen, 23-04-2023

Neuenkirchen ist ein Ortsteil der Gemeinde Liebenburg im Landkreis Goslar in Niedersachsen. Mit 195 Einwohnern handelt es sich um den einwohnerschwächsten Ortsteil der Gemeinde.

## Geographie

### Lage
Folgende Orte umgeben Neuenkirchen:
- Klein Mahner im Nordwesten
- Lüderode im Norden
- Gielde im Nordosten
- Schladen im Osten
- Wehre im Südosten
- Klein- und Groß Döhren im Südwesten
- Liebenburg im Westen

Nördlich von Neuenkirchen fließt in etwa eineinhalb Kilometern Entfernung die Warne.

### Ortsgliederung
Zu Neuenkirchen gehört der Ortsteil Lüderode.

## Geschichte
Im Güterverzeichnis des Goslarer Chorherrenstiftes St. Georg wird 1131 erstmals ein Ort namens Eilenrode erwähnt. Es wird vermutet, dass es sich dabei um das heutige Neuenkirchen handelt. Der frühere Ortsname gibt Aufschluss über die Entstehung des Ortes. So zeigt die Nachsilbe -rode, dass der Ort im Zuge der Abholzung angrenzender Waldgebiete entstanden ist, als mehr landwirtschaftliche Nutzfläche zur Ernährung der Bevölkerung benötigt wurde. In den Verbliebene Waldgebieten wurde Rinde für die Gerberei gewonnen.
Neuenkirchen wurde erstmals urkundlich 1150 mit Adolfus de Nienkerken erwähnt. Später Nienkerke (um 1220), Nienkerken (um 1270) oder Nigenkerken (um 1280) genannt. Die Edelherren von Meinersen waren hier begütert. Sie gaben um 1220 aus ihrem Eigenbesitz 1 Hufe als Lehen an Ekbert von Dolberge und seinen Bruder. Um 1280 eine Hufe als Lehen an Ludolf von Lutter.
Das Dorf liegt an einer Quelle, die früher den Ort mit Trinkwasser versorgte.
Noch im 12. Jahrhundert wurde im Bistum Hildesheim die kirchliche Verwaltung ausgebaut, was wohl auch zur Namensänderung in Neuenkirchen führte. Im benachbarten Gielde war ein Archidiakonatssitz eingerichtet worden. Von diesem kirchlichen Amtssitz wurden mehrere umliegende, dem Leragau zugerechnete Orte verwaltet. In Gielde schwand jedoch der Einfluss des Bischofes auf die dortige Kirche, sodass das Archidiakonat in eine neu errichtete Kirche in Neuenkirchen verlegt wurde, von wo aus 16 weitere Orte verwaltet wurden.
Bis zum Ende des 15. Jahrhunderts verlor die Kirche nach und nach an Bedeutung, sodass der Amtssitz nach Goslar verlegt wurde. Spätestens seit der Reformation war Neuenkirchen nur noch ein Filial der Gielder Kirche.
Eine Volkszählung im Jahr 1622 bestätigt die eher geringe Größe und Bedeutung des Orts in den vorangegangenen und folgenden Jahren nach dem Mittelalter.
Am 1. Juli 1972 wurde Neuenkirchen nach Liebenburg eingemeindet.

### Einwohnerentwicklung
- 2016: 224 (zum 1. Mai)
- 2017: 206 (zum 30. Juni)
- 2019: 199 (zum 30. Juni)[4]

## Politik

### Ortsrat
Der Ortsrat, der Neuenkirchen vertritt, setzt sich aus fünf Mitgliedern zusammen. Die Ratsmitglieder werden durch eine Kommunalwahl für jeweils fünf Jahre gewählt.
Bei der Kommunalwahl 2021 ergab sich folgende Sitzverteilung:
- Wählergemeinschaft Neuenkirchen/Lüderode: 5 Sitze

### Wappen
Das Wappen zeigt eine schematisierte Darstellung der Luftansicht des Ortes. Das schwarze Kreuz mit dem gelben Kreis symbolisiert das Dorfzentrum mit der Kirche, die roten Flächen die Häuser, die grünen Elemente stehen für den Waldreichtum des Gegend und der gelbe Untergrund ist das Zeichen für die Landwirtschaft. Das Wappen wurde 1974 formlos eingeführt.

## Kultur und Sehenswürdigkeiten
Die heutige Kirche wurde 1913 zuletzt umgebaut. Sie ist im Vergleich zur ursprünglichen Kirche aus dem Mittelalter bis zu diesem Zeitpunkt stark verändert worden. Das Gebäude liegt auf einer Anhöhe und ist mit seinem kleinen Glockenturm in der Dachmitte als Landmarke auch in der Umgebung sichtbar.

## Wirtschaft und Infrastruktur

### Verkehr
Neuenkirchen liegt an der Landesstraße 500, die den Ort mit Liebenburg, Lutter am Barenberge und der Bundesstraße 6 im Westen sowie mit Schladen und der A 36 im Osten verbindet. Hinzu kommt eine Nebenstraße, die nach Norden in Richtung Lüderode und Gielde führt.